# Ifigeneia Asteriadi
Ifigeneia Asteriadi (1967 – 8 de Maio de 2024) foi uma actriz grega que actuou em palco, no cinema e na televisão.

## Biografia
Asteriadi nasceu em Atenas em 1967, filha do actor Dimitris Asteriadis. Formou-se na Escola de Drama Theodosiadis de Atenas. Foi uma colaboradora de longa data do director Yannis Kakleas. Asteriadi teve uma carreira no palco estrelando peças como "Morte Acidental de um Anarquista", "The Taming of the Shrew", "Balas em Broadway" e "Cyrano". Asteriadi faleceu a 8 de Maio de 2024, tendo sido diagnosticada com cancro.